# Sebastiano Galeotti
Sebastiano Galeotti (Florence, 22 décembre 1675 - enterré le 16 octobre 1741 à Mondovi) est un  peintre italien qui fut actif à Florence, Pise, Gênes, Parme, Plaisance, Codogno, Lodi, Crémone, Milan, Vicence, Bergame et Turin. Son fils Giuseppe (1708-1778) fut également peintre et surtout actif à Gênes. 

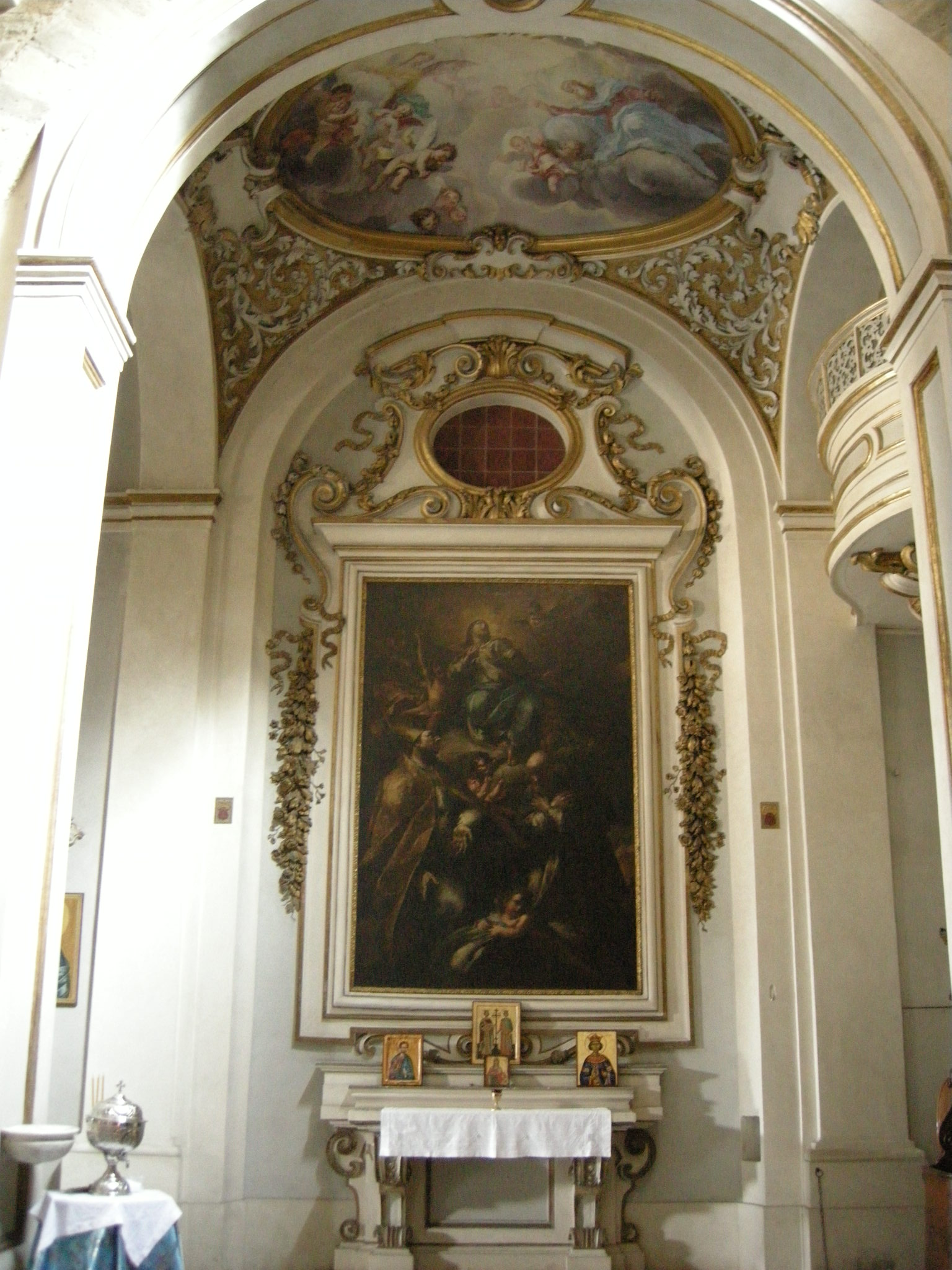
Madonna in gloria, église San Jacopo Soprarno, Florence.

## Biographie
Sebastiano Galeotti a été élève de Alessandro Gherardini, Felice Torelli et Giovanni Gioseffo dal Sole. Il a collaboré avec Giovanni Domenico Ferretti. 
Après une période de formation à Bologne, Sebastiano Galeotti travailla à Florence et Pise puis dans les années 1720, à Plaisance et Parme.
À Plaisance, il a peint dans diverses églises comme celles San Giorgio Sopramuro, San Dalmazio, San Giuseppe delle Carmelitane, San Vincenzo, San Giovanni in Canale ; à Parme dans l'Oratorio delle Grazie, Dôme, Sant'Uldarico et Santissima Annunziata ainsi que des palais, Sala Baganza (Rocca Farnèse) et Sissa. 
À Gênes, il a décoré le Palais Spinola qu'il a habité de 1729 à 1736, puis il s'est transféré à Mondovì où il a séjourné jusqu'à sa mort advenue en 1741. 
Vincenzo Meucci a été de ses élèves.

## Œuvres
- Matrimonio di Bacco e Arianna, fresque, voûte de l'atrium, Château de Rivoli, Turin
- Madonna in gloria, église San Jacopo Soprarno, Florence,
- Histoires de Saint Dominique, cinq lunettes, second cloître de San Marco, Florence,
- Plafond du salon du palazzo Quarantotti (v. 1710), Pise.